# Romano Schmid
Romano Schmid (Graz, 27 gennaio 2000) è un calciatore austriaco, centrocampista del Werder Brema e della nazionale austriaca.

## Caratteristiche tecniche
Trequartista dotato di una buona visione di gioco, può essere impiegato anche da regista.

## Carriera

### Club
Cresciuto nello Sturm Graz, ha esordito in prima squadra il 28 maggio 2017, nella partita di campionato persa per 1-0 contro il Wolfsberger. Il 30 luglio seguente segna la prima rete a livello professionistico, nella vittoria esterna ottenuta contro l'Austria Vienna, diventando così il primo giocatore nato negli anni 2000 a segnare nella massima serie austriaca.
Il 19 agosto seguente viene acquistato dal Salisburgo, con cui firma un triennale Utilizzato prevalentemente con la squadra riserve del Liefering, il 3 gennaio 2019 viene ceduto al Werder Brema Il 5 febbraio passa a titolo temporaneo al Wolfsberger; il 21 giugno il prestito viene confermato per un'altra stagione.
Il 31 luglio 2020 termina l'esperienza al Wolfsberger e fa ritorno al Werder Brema.

### Nazionale
Dopo avere fatto la trafila delle nazionali giovanili austriache dall'under-15 all'under-21, il 22 settembre 2022 esordisce in nazionale maggiore nella partita persa per 2-0 in Nations League contro la Francia.
Convocato per Euro 2024, nel corso del torneo realizza la sua prima rete per l'Austria nel successo per 3-2 ai gironi contro i Paesi Bassi, contribuendo al raggiungimento del primo posto della sua squadra.

## Statistiche

### Presenze e reti nei club
Statistiche aggiornate al 17 gennaio 2021.
| Stagione            | Squadra             | Campionato          | Campionato | Campionato | Coppe nazionali | Coppe nazionali | Coppe nazionali | Coppe continentali | Coppe continentali | Coppe continentali | Altre coppe | Altre coppe | Altre coppe | Totale | Totale | Totale |
| Stagione            | Squadra             | Comp                | Pres       | Reti       | Comp            | Pres            | Reti            | Comp               | Pres               | Reti               | Comp        | Pres        | Reti        | Pres   | Reti   |        |
| ------------------- | ------------------- | ------------------- | ---------- | ---------- | --------------- | --------------- | --------------- | ------------------ | ------------------ | ------------------ | ----------- | ----------- | ----------- | ------ | ------ | ------ |
| mag. 2017           | Sturm Graz          | BL                  | 1          | 0          | CA              | -               | -               | -                  | -                  | -                  | -           | -           | -           | 1      | 0      |        |
| lug.-ago. 2017      | Sturm Graz          | BL                  | 2          | 1          | CA              | 1               | 0               | UEL                | 2                  | 0                  | -           | -           | -           | 5      | 1      |        |
| Totale Sturm Graz   | Totale Sturm Graz   | Totale Sturm Graz   | 3          | 1          |                 | 1               | 0               |                    | 2                  | 0                  |             | -           | -           | 6      | 1      |        |
| ago. 2017-2018      | Liefering           | EL                  | 24         | 8          | -               | -               | -               | -                  | -                  | -                  | -           | -           | -           | 24     | 8      |        |
| 2018-gen. 2019      | Liefering           | EL                  | 6          | 1          | -               | -               | -               | -                  | -                  | -                  | -           | -           | -           | 6      | 1      |        |
| Totale Liefering    | Totale Liefering    | Totale Liefering    | 30         | 9          |                 | -               | -               |                    | -                  | -                  |             | -           | -           | 30     | 9      |        |
| mag. 2018           | Salisburgo          | BL                  | 1          | 0          | CA              | -               | -               | UCL+UEL            | -                  | -                  | -           | -           | -           | 1      | 0      |        |
| feb.-giu. 2019      | Wolfsberger         | BL                  | 12         | 1          | CA              | -               | -               | -                  | -                  | -                  | -           | -           | -           | 12     | 1      |        |
| 2019-2020           | Wolfsberger         | BL                  | 25         | 2          | CA              | 2               | 1               | UEL                | 6                  | 0                  | -           | -           | -           | 33     | 3      |        |
| Totale Wolfsberger  | Totale Wolfsberger  | Totale Wolfsberger  | 37         | 3          |                 | 2               | 1               |                    | 6                  | 0                  |             | -           | -           | 45     | 4      |        |
| 2020-2021           | Werder Brema        | BL                  | 22         | 0          | CG              | 3               | 0               | -                  | -                  | -                  | -           | -           | -           | 25     | 0      |        |
| 2021-2022           | Werder Brema        | 2BL                 | 33         | 3          | CG              | 1               | 0               | -                  | -                  | -                  | -           | -           | -           | 34     | 3      |        |
| 2022-2023           | Werder Brema        | BL                  | 27         | 1          | CG              | 2               | 1               | -                  | -                  | -                  | -           | -           | -           | 29     | 2      |        |
| 2023-2024           | Werder Brema        | BL                  | 33         | 4          | CG              | 1               | 0               | -                  | -                  | -                  | -           | -           | -           | 34     | 4      |        |
| Totale Werder Brema | Totale Werder Brema | Totale Werder Brema | 115        | 8          |                 | 7               | 1               |                    | -                  | -                  |             | -           | -           | 122    | 9      |        |
| Totale carriera     | Totale carriera     | Totale carriera     | 186        | 21         |                 | 10              | 2               |                    | 8                  | 0                  |             | -           | -           | 204    | 23     |        |

### Cronologia presenze e reti in nazionale
| Cronologia completa delle presenze e delle reti in nazionale ― Austria | Cronologia completa delle presenze e delle reti in nazionale ― Austria | Cronologia completa delle presenze e delle reti in nazionale ― Austria | Cronologia completa delle presenze e delle reti in nazionale ― Austria | Cronologia completa delle presenze e delle reti in nazionale ― Austria | Cronologia completa delle presenze e delle reti in nazionale ― Austria | Cronologia completa delle presenze e delle reti in nazionale ― Austria | Cronologia completa delle presenze e delle reti in nazionale ― Austria |
| Data                                                                   | Città                                                                  | In casa                                                                | Risultato                                                              | Ospiti                                                                 | Competizione                                                           | Reti                                                                   | Note                                                                   |
| ---------------------------------------------------------------------- | ---------------------------------------------------------------------- | ---------------------------------------------------------------------- | ---------------------------------------------------------------------- | ---------------------------------------------------------------------- | ---------------------------------------------------------------------- | ---------------------------------------------------------------------- | ---------------------------------------------------------------------- |
| 22-9-2022                                                              | Saint-Denis                                                            | Francia                                                                | 2 – 0                                                                  | Austria                                                                | UEFA Nations League 2022-2023 - 1º Turno                               | -                                                                      | 69’                                                                    |
| 25-9-2022                                                              | Vienna                                                                 | Austria                                                                | 1 – 3                                                                  | Croazia                                                                | UEFA Nations League 2022-2023 - 1º Turno                               | -                                                                      | 82’                                                                    |
| 20-11-2022                                                             | Vienna                                                                 | Austria                                                                | 2 – 0                                                                  | Italia                                                                 | Amichevole                                                             | -                                                                      | 81’                                                                    |
| 27-3-2023                                                              | Linz                                                                   | Austria                                                                | 2 – 1                                                                  | Estonia                                                                | Qual. Euro 2024                                                        | -                                                                      | 90’                                                                    |
| 16-10-2023                                                             | Baku                                                                   | Azerbaigian                                                            | 0 – 1                                                                  | Austria                                                                | Qual. Euro 2024                                                        | -                                                                      | 46’                                                                    |
| 16-11-2023                                                             | Tallinn                                                                | Estonia                                                                | 0 – 2                                                                  | Austria                                                                | Qual. Euro 2024                                                        | -                                                                      | 63’                                                                    |
| 21-11-2023                                                             | Vienna                                                                 | Austria                                                                | 2 – 0                                                                  | Germania                                                               | Amichevole                                                             | -                                                                      | 81’                                                                    |
| 23-3-2024                                                              | Bratislava                                                             | Slovacchia                                                             | 0 – 2                                                                  | Austria                                                                | Amichevole                                                             | -                                                                      | 70’                                                                    |
| 26-3-2024                                                              | Vienna                                                                 | Austria                                                                | 6 – 1                                                                  | Turchia                                                                | Amichevole                                                             | -                                                                      | 81’                                                                    |
| 4-6-2024                                                               | Vienna                                                                 | Austria                                                                | 2 – 1                                                                  | Serbia                                                                 | Amichevole                                                             | -                                                                      | 62’                                                                    |
| 8-6-2024                                                               | San Gallo                                                              | Svizzera                                                               | 1 – 1                                                                  | Austria                                                                | Amichevole                                                             | -                                                                      |                                                                        |
| 17-6-2024                                                              | Düsseldorf                                                             | Austria                                                                | 0 – 1                                                                  | Francia                                                                | Euro 2024 - 1º turno                                                   | -                                                                      | 90+1’                                                                  |
| 21-6-2024                                                              | Berlino                                                                | Polonia                                                                | 1 – 3                                                                  | Austria                                                                | Euro 2024 - 1º turno                                                   | -                                                                      | 81’                                                                    |
| 25-6-2024                                                              | Berlino                                                                | Paesi Bassi                                                            | 2 – 3                                                                  | Austria                                                                | Euro 2024 - 1º turno                                                   | 1                                                                      | 90+2’                                                                  |
| 2-7-2024                                                               | Lipsia                                                                 | Austria                                                                | 1 – 2                                                                  | Turchia                                                                | Euro 2024 - Ottavi di finale                                           | -                                                                      | 38’ 46’                                                                |
| 6-9-2024                                                               | Lubiana                                                                | Slovenia                                                               | 1 – 1                                                                  | Austria                                                                | UEFA Nations League 2024-2025 - 1º turno                               | -                                                                      | 82’                                                                    |
| 9-9-2024                                                               | Oslo                                                                   | Norvegia                                                               | 2 – 1                                                                  | Austria                                                                | UEFA Nations League 2024-2025 - 1º turno                               | -                                                                      | 78’                                                                    |
| 10-10-2024                                                             | Linz                                                                   | Austria                                                                | 4 – 0                                                                  | Kazakistan                                                             | UEFA Nations League 2024-2025 - 1º turno                               | -                                                                      | 62’                                                                    |
| 13-10-2024                                                             | Linz                                                                   | Austria                                                                | 5 – 1                                                                  | Norvegia                                                               | UEFA Nations League 2024-2025 - 1º turno                               | -                                                                      | 78’                                                                    |
| 14-11-2024                                                             | Pavlodar                                                               | Kazakistan                                                             | 0 – 2                                                                  | Austria                                                                | UEFA Nations League 2024-2025 - 1º turno                               | -                                                                      | 77’                                                                    |
| 17-11-2024                                                             | Vienna                                                                 | Austria                                                                | 1 – 1                                                                  | Slovenia                                                               | UEFA Nations League 2024-2025 - 1º turno                               | 1                                                                      | 27’ 84’                                                                |
| 20-3-2025                                                              | Vienna                                                                 | Austria                                                                | 1 – 1                                                                  | Serbia                                                                 | UEFA Nations League 2024-2025 - Play-off                               | -                                                                      | 77’                                                                    |
| 23-3-2025                                                              | Belgrado                                                               | Serbia                                                                 | 2 – 0                                                                  | Austria                                                                | UEFA Nations League 2024-2025 - Play-off                               | -                                                                      |                                                                        |
| 7-6-2025                                                               | Vienna                                                                 | Austria                                                                | 2 – 1                                                                  | Romania                                                                | Qual. Mondiali 2026                                                    | -                                                                      | 81’                                                                    |
| 10-6-2025                                                              | Serravalle                                                             | San Marino                                                             | 0 – 4                                                                  | Austria                                                                | Qual. Mondiali 2026                                                    | -                                                                      | 46’                                                                    |
| Totale                                                                 |                                                                        | Presenze                                                               | 25                                                                     |                                                                        | Reti                                                                   | 2                                                                      |                                                                        |